# Labienus toxopeusi
Labienus toxopeusi is een keversoort uit de familie Passalidae. De wetenschappelijke naam van de soort is voor het eerst geldig gepubliceerd in 1956 door Doesburg.